# Lotusiphantes nanyuensis
Genre
Espèce
Lotusiphantes nanyuensis, unique représentant du genre Lotusiphantes, est une espèce d'araignées aranéomorphes de la famille des Linyphiidae.

## Distribution
Cette espèce est endémique du Hunan en Chine,.

## Description
Les mâles mesurent de 2,55 à 2,80 mm et les femelles de 2,55 à 3,40 mm.

## Étymologie
Son nom d'espèce, composé de nanyu et du suffixe latin -ensis, « qui vit dans, qui habite », lui a été donné en référence au lieu de sa découverte, Nanyu.

## Publication originale
- Chen & Yin, 2001 : A new spider genus and species of the family Linyphiidae from China (Araneae: Linyphiidae). Acta Zootaxonomica Sinica, vol. 26, no 2, p. 170-173.